# وادی اجیلی
وادی آجیلی یک آب‌گذر در امارات متحده عربی است که در امارت رأس‌الخیمه واقع شده‌است. وادی آجیلی ۴۲۱ متر بالاتر از سطح دریا واقع شده‌است.